# Диня (Болгарія)
Ди́ня (болг. Диня) — село в Старозагорській області Болгарії. Входить до складу общини Раднево.

## Населення
За даними перепису населення 2011 року у селі проживали 179 осіб, усі — болгари.
Розподіл населення за віком у 2011 році:
Динаміка населення: